# Make Believe (Toto)
Make Believe è una canzone della rock band Toto secondo singolo estratto dall'album Toto IV.

## Informazioni
La canzone è uno dei singoli più di successo della band, fu scritta da David Paich nel 1981. Il brano oltre ad essere uno dei singoli più venduti è anche una delle canzoni più orecchiabili della band. Tra gli ospiti per la registrazione del brano troviamo Jon Smith al sassofono e Tom Kelly come seconda voce. Della canzone non fu però girato il videoclip. Il singolo arrivò trentesimo nella classifica Billboard Hot 100, e settantesima nella classifica Dutch Top 40.
La canzone è presente nella colonna sonora del videogioco Grand Theft Auto: Vice City Stories.

## Tracce
1. Make Believe
2. Lovers in the Night

## Formazione
- Bobby Kimball – voce primaria
- Steve Lukather – chitarra elettrica e voce secondaria
- David Paich – tastiere e voce secondaria
- Tom Kelly – voce secondaria
- Steve Porcaro – tastiere
- David Hungate – basso
- Jeff Porcaro – batteria
- Jon Smith – sassofono